# Дъмбени
Дъ̀мбени или понякога книжовно Дъбени (изписване до 1945 година: Дѫмбени или Дъмбени, на гръцки: Δενδροχώρι, Дендрохори, катаревуса: Δενδροχώριον, Дендрохорион, до 1926 година Δύμπενι, Димбени или Ντέμπενι, Дембени) е село в Република Гърция, дем Костур (Кастория), област Западна Македония.

## География
Дъмбени е разположено на 20 километра северозападно от демовия център Костур и на 6 километра източно от село Косинец (Йеропиги), в южните поли на планината Виняри част от планината Орлово (Малимади). Селото традиционно е разделено на две махали – източната Каменска махала и западната Кланченска махала.
На 2 km югоизточно в Дъмбенската планина е крепостта Градища.

## История
Името на селото е от дъб със запазен назализъм.

### В Османската империя
Според местните предания селото е основано след османското завоевание от преселници от селата Берик, Горно Сливени, Сайново, Баница и Света Петка, като произходът на дъмбенските родове се е помнел до XX век. Името Дъмбени идва от гъстата дъбова гора, в която е основано селото.
В османските данъчни регистри от средата на XV век Дъмбени е споменато с 12 семейства на Добри, Димитри, Крапче, Димо, Стайко, Никола, Стайо, Димо, Йорго, Гюрко, Гюрко и Николас, и една вдовица Мара. Общият приход за империята от селото е 1022 акчета.
В края на XIX век селото е чисто българско. Александър Синве ("Les Grecs de l’Empire Ottoman. Etude Statistique et Ethnographique"), който се основава на гръцки данни, в 1878 година пише, че в Дамбели (Dambély) живеят 1200 гърци. В „Етнография на вилаетите Адрианопол, Монастир и Салоника“, издадена в Константинопол в 1878 година и отразяваща статистиката на населението от 1873 година, Дъмбини (Dëmbini) е посочено като село в Костурска каза с 280 домакинства и 800 жители българи. През учебната 1878 – 1879 година в дъмбенското училище започва да се преподава на български език. В 1888 – 1890 година в българското училище в Дъмбени преподава Златко Каратанасов, който пише, че в селото има 230 къщи.

В края на ХIX и началото на XX век всички жители на Дъмбени са под върховенството на Българската екзархия. В рапорт на българския търговски агент в Битоля Петър Михайлов от 16 януари 1900 година са предадени думите на свещеника и коджабашията на Дъмбени пред костурския каймакамин, с които те отказват на приемат костурския гръцки митрополит да служи в селото им:
| „ | ...заявили, че те си имат свое духовно началство - Св. Българска екзархия - и че по никакъв начин не могат да приемат гръцкия митрополит в селото си, където нямало нито един патриаршист... | “ |

Според статистиката на Васил Кънчов („Македония. Етнография и статистика“) в 1900 година Дъмбени има 1650 жители българи.
На Етнографската карта на Битолския вилает на Картографския институт в София от 1901 година Дъмбени е чисто българско село в Костурската каза на Корчанския санджак с 260 къщи.
Дъмбенци участват активно в Илинденско-Преображенското въстание и селото е изгорено и разграбено от османските войски, като над 70 жители на селото загиват. Според сведение на ръководителите на въстанието в Костурско, включващо Васил Чекаларов, Лазар Поптрайков, Пандо Кляшев, Манол Розов и Михаил Розов, изпратено до всички чуждестранни консулства в Битоля на 30 август 1903 в Дъмбени от 250 къщи останали само 3 неизгорени, изгорена е църквата „Свети Никола“ и двете училища, и са убити Митре Терзиовски (на 95 години), Търпен Ангелков (80), Иоше Радков (80), Димко Гулев (75), Трайко Ангелков (85), Савро Кенков (80), Коло Попстернов (19), Лазовица Караджова (70), Димковица Сулмезова (65), Митрейца Хаджиовска (65) и трима – Поптрайковица, Стояница Караджова и Трайковица Бриченка. При второ нападение са убити Лексо Ангелов, Геле Цилиов, Динко Миовски, Кръсто Ризов, Васил Чонка, Стоян Караджов, Иван Шиперков, Христо Узунджа, Мише Москов, Динко Мойдов, Нольо Шумков, Иван Каракаш, Георги Каракаш, Лазо Мангов, Йоти Ангелчев, Кольо Попстериов, Пандовица Близнакова, Василка Ризова, Колевица Мосманка, Цветковица Пешкова и Василица Скивинска. По време на въстанието 120 дъмбенци влизат във въстаническите чети, убити от тях са 15 души – Пандо Близнаков, Киряко Василев, Атанас (Насо) Пачков (убит при Жервени), Петре Караманчев, Гельо Кърчишки, Ване Бекирчев, Гельо Казнов, Ставро Здральов, Йото Здральов, Кузо Джунда, Кальо Каракаш, Георги Влаше, Лазар Поптрайков, Яне Прешленков и Кръстю Търповски.
Нашето село... бѣше по събуденичко. Околнитѣ турски села дори се страхуваха отъ него. Ние дълги години се борѣхме съ разни мюлтезими и много пѫти сполучвахме. Първи ние признахме нашата народность, за това всички наши неприятели ни гледаха съ лошо око. А нѣколко врѣме прѣди да избухне възстанието турското население поиска отъ властьта да разруши нашето село. И наистина, то първо между всички села въ Костурско биде изгорено. Осъмь дни слѣдъ започване на възстанието (слѣдъ 20. юлий) редовни войски, илявета и башибозукъ се показаха отъ къмъ селата св. Недѣля и Четирогъ и напрѣдваха къмъ насъ, като гърмѣха непрѣстанно. Всички мѫке бѣхме напуснали селото. Когато войскитѣ стигнаха до селото, нѣколко топовни гърмежи така изплашиха женитѣ, дѣцата и старцитѣ, че всички хукнаха да се спасяватъ на горѣ по голата планина, изложени на куршумитѣ. За това тоя день се убиха 6 души мѫже, и други 4 жени. Едни войски подпаляха селскитѣ кѫщи, а други се спуснаха да прѣслѣдватъ населението. Тъкмо тогава на помощь се притече районния четнишки отредъ, състоещъ се отъ около 850 души. Населението мина задъ гърба му. Завърза се битка. Турцитѣ бѣха отдолѣ и падаха като круши. Тѣ дълго не можаха да устоятъ и удариха да отстѫпватъ въ безредие. Четницитѣ не се измамиха да излѣзатъ отъ позициитѣ си, до като не изгониха и послѣдния солдатинъ. При отстѫпванието си войскитѣ минаваха прѣзъ селото и го догаряха. Тоя пѫтъ тѣ откараха въ плѣнъ една невѣста на 22 години заедно съ момиченцето и и 4 момченца по на 12-13 години.
Четницитѣ имаха пълна сполука. Селянитѣ слизаха въ селото и пакъ се връщаха въ планината. Слѣдъ 15 дни почнахме вършитба. Не успѣхме още всичко да овършимъ, когато на 26. августъ отъ къмъ Дрѣновени се показа много войска, която окупира мѣстностьта около селото. Населението се разбѣга къмъ западъ. Войскитѣ непрѣстанно пушкаха и убиха кое съ куршумъ, кое съ щикове, кое съ камъни 21 души, между които 5 жени и едно дѣтенце на 8 години. Тѣ сполучиха да заобпколятъ женитѣ и дѣцата и да ги върнатъ край селото. Тукъ съблѣкоха всички жени, като ги оставиха само по една риза. Събранитѣ по такъвъ начинъ дрехи натовариха на селскитѣ добитъци и ги откараха въ Костуръ. Слѣдъ като си замина войската, дотътриха се въ селото башибозуци отъ околнитѣ турски села. Тѣ взеха да копаятъ всрѣдъ изгоренитѣ кѫщи и да прибиратъ всичко, каквото бѣ здраво останало. На заминаване тѣ подпалиха и неовършенитѣ снопи. Всичкото население отиде въ Костуръ да се оплаква на пашата. Тукъ пашата не искаше да слуша оплакванията на населението. Той настояваше да се явятъ при него всички мѫже отъ селото. Най-сетнѣ обѣща, че ще изпрати войски да пазятъ населението отъ нападения. Наистина, на другия день два табура войска се настаниха подъ чадъри въ околностьта на селото. Тая войска сега скоро се вдигна.
...Нашето село даде и друти човѣшки жертви. Отъ 120 души четници въ разни сражения съ аскера убиха се 13 души. А на 15 октомврий двама четници, съгласно амнистията, се завръщаха прѣзъ Дрѣновени, за да прѣдадатъ на властьта орѫжието. Но тукъ бидоха заловени отъ войски, които ги умъртвиха по най звѣрски начинъ. Споредъ казването на селянитѣ отъ Дрѣновени, най напрѣдъ пръститѣ на рѫцѣтѣ имъ били отрѣзани и подиръ това нагорявани на огънь. Сетнѣ палачитѣ имъ отрѣзали ушитѣ и носоветѣ и почнали да ги дератъ отъ къмъ врата Най сетнѣ много измѫченитѣ ратници за свободата били по лека мушкани, до като издъхнали. Имената на тия мѫченици сѫ Яне Прешленковъ и Хр. Търповски.
През ноември 1903 година българският владика Григорий Пелагонийски, придружаван от Наум Темчев и Търпо Поповски, пристигат в Дъмбени и раздават помощи на пострадалото при потушаването на Илинденското въстание население. Посрещнати са от първенците на селото и двамата селски свещеници. Раздадени са помощи на всичките 250 семейства в селото. Темчев пише:
| „ | [Дъмбени] бѣше съвеѣмъ черно. Тукъ тамѣ се бѣлѣеха изправенитѣ стѣни на нѣкои отъ изгоренитѣ кѫщи. Около селото нивитѣ не бѣха изорани. Кога влѣзохме въ него, вървѣхме по срѣдъ купища отъ развалини. Селянитѣ като изъ подъ земи излизаха отъ колибитѣ за да посрѣщнатъ владиката... Черквата и училището бѣха изгорени. Тѣ бѣха яка каменна направа. Здрава кѫща още не можехме да видимъ... Улицитѣ почти бѣха се изгубили. Развалини и на всѣодѣ развалини! Азъ и нѣкои селяни газѣхме върху тѣхъ и краката ни потъваха въ разкалената пръсть. На нѣкои мѣста се виждаха и колиби, покрити съ слама... И болести бѣха се разпространили. | “ |

На 30 август 1904 година Дъмбени е нападнато от гръцка андартска чета и са убити петима селяни и екзархийския учител.
По данни на секретаря на екзархията Димитър Мишев („La Macédoine et sa Population Chrétienne“) в 1905 година в селото има 1640 българи екзархисти, като функционират две български основни училища.
Гръцка статистика от 1905 година представя Димбени като село с 1000 жители гърци. Според Георги Трайчев през 1911/1912 година в Дъмбени има 230 къщи с 1179 жители и функционират две църкви и училище с 4 учители. Според Георги Константинов Бистрицки Дъмбени преди Балканската война има 250 български къщи.
На 11 април 1908 година властите претърсват селото, като са бити двама свещеници и няколко селяни.
При избухването на Балканската война в 1912 година 22 души от Дъмбени са доброволци в Македоно-одринското опълчение.
В 1915 година костурчанинът учител Георги Райков пише:
| „ | 1 ч. на северозапад от с. Сливени, на едно каменисто бърдо, е разположено българското с. Дъмбени с 270 къщи. Населението си говори чисто български, имат си българска черква и свещеници, българско училище и учители и учителки от същото село: Лазар Москов, Иван Москов, Насо Палчев и Киряко. От същото село бяха българските войводи Лазо поп Трайков и Насо Кършако, тоже и революционерът Андон Попов. За свой духовен началник признаваха българския Екзарх Йосиф I. | “ |

На етническата карта на Костурското братство в София от 1940 година, към 1912 година Дъмбени е обозначено като българско селище.

### В Гърция
През войната селото е окупирано от гръцки части и остава в Гърция след Междусъюзническата война. Гръцкият десетар в селото пребива от бой българския кмет П. Шушльов, пъдарина Г. Аргиров и селяните К. Пейов и Д. Търпенов.
По време на Първата световна война 11 дъмбенци са доброволци в Партизанската рота, командвана от поручик Никола Лефтеров. В периода 1914 – 1919 година 35 дъмбенци се изселват по официален път в България.
Боривое Милоевич пише в 1921 година („Южна Македония“), че Домбени има 350 къщи славяни християни.
В 1926 година името на селото е преведено на гръцки като Дендрохорион, дървено село. Преброяването от 1928 показва 866 жители, от които 11 гърци бежанци от Турция. В 1932 година в селото има 180 българофонски семейства, всички с изявено „българско национално съзнание“. До 1940 година от селото има много голяма емиграция в България, в която се изселват 50 семейства, а още много емигрира отвъд океана. През този период възрастните жители на селото са принудени да ходят на вечерно училище, за да научат гръцки език. Обучението продължава две години.
По време на Втората световна война дъмбенци се включват активно в четите на „Охрана“ и Македоно-българския комитет. Селото пострадва от италианските наказателни отряди. Част от дъмбенци участват в Славяномакедонския народоосвободителен фронт, като селски ръководител е Ставро Имбров. През октомври 1941 година 20 млади комунисти от Дъмбени са арестувани от италианските власти. В началото на 1943 година шестима от тях - Наум Джурков (роден 1921), Никола Л. Шекеров (роден 1921), Наум Л. Мосхов (роден 1914), Живко А. Кенков (роден 1914), Христо А. Андриовски (роден 1914), Анастас Т. Скевдов (роден 1916) - получават смъртни присъди в атинския затвор Аверов и са разстреляни. През юли 1944 година в селото се провежда германска акция срещу комунистическите партизани, при която, по спомени на местна жителка, са убити 12 партизани и двама германци. През 1945 година гръцкият външен министър Йоанис Политис нарежда събирането на демографски данни за ном Костур. Дъмбени (Дендрохори) е отбелязано като село с общо 800 жители, от които 780 славяноезични, с българско  самосъзнание.
Селото е напълно разрушено през юни 1948 година по време на Гръцката гражданска война и всичките му около 1000 жители бягат в Югославия, България или другите социалистически страни. 167 деца са изведени от комунистическите части като деца бежанци. Според преброяването от 1951 година в селото живеят 19 души. В 1957 година със специалния законодателен указ „За повторното колонизиране на граничните райони“ в Дъмбени, както и в съседните села Косинец (Йеропиги), Смърдеш (Кристалопиги) и Въмбел (Мосхохори) са заселени влашки номадски семейства от Епир.
| Име            | Име          | Ново име  | Ново име  | Описание                                                      |
| -------------- | ------------ | --------- | --------- | ------------------------------------------------------------- |
| Сирокорозиса   | Συροκορόζισα | Калогирос | Καλόγηρος | връх в Дъмбенската планина Ю от Дъмбени                       |
| Абениска       | Ἀμπενίσκα    | Арматолос | Ἀρματωλός | рид в Дъмбенската планина, ЮИ от Дъмбени                      |
| Градища        | Γκραδίστα    | Кастраки  | Καστράκι  | крепост на 2 km ЮИ от Дъмбени                                 |
| Караджова      | Καρατζόβα    | Скаломата | Σκαλώματα | местност в Дъмбенската планина, ЮИ от Дъмбени и СЗ от Градища |
| Орлово         | ῎Ορλοβον     | Еторахи   | Αετοράχη  | връх в Дъмбенската планина (1685 m), С от Дъмбени             |
| Козмово        | Κόσμοβο      | Станес    | Στάνες    | местност в Дъмбенската планина, С от Дъмбени                  |
| Осой Дъмбенски | Ντέμπεν      | Валанидия | Βαλανιδιά | връх в Дъмбенската планина (1275 m), С от Дъмбени             |

| Година    | 1913 | 1920 | 1928 | 1940 | 1951 | 1961 | 1971 | 1981 | 1991 | 2001 | 2011 | 2021 |
| --------- | ---- | ---- | ---- | ---- | ---- | ---- | ---- | ---- | ---- | ---- | ---- | ---- |
| Население | 1207 | 944  | 866  | 794  | 19   | 450  | 352  | 94   | 373  | 349  | 266  | 204  |

## Личности
| “ | От ляво надясно и от първи ред към четвърти: Доно Шмагранов, Трайко Багальов, Нумо Гуцов, Ванчо Прешленков, Димко Търпенов, Ристо Дуров, Цильо Шмагранов, Митре Донов, Тольо Кенков, Нумо Богальов, Нумо Калков, Лазо Здрольов, Стоян Ризов, Спасо Кунаков, Кольо Терзиовски, Лазо Здрольов, Стоян Ризов, Спасо Кунаков, Кольо Терзиовски, Трайко Терзиовски, Коста Журков, Ристо Аджиев, Насо Поповски, Лазо Шмагранов, Лазо Цалев, Липо Караджов, Васил Андриовски, Павльо Караджов, Цильо Търпенов, Васил Цалев, Киряко Пачков, Стойко Кенков, Ванчо Шкокльов, Кольо Чочев, Дичо Терзиовски, Трайко Кърциски, Йорго Кондов, Цильо Здрольов, Йорго Ралев, Лазо Гергинов, Йорго Шмагранов, Киро Гергинов, Кольо Поповски, Доно Ралев, Коста Прешленков, Нумо Андриовски, Поп Фильо, Йорго Дельовски, Коста Чонков, Лексо Доновски, Фильо Цалев, Цильо Патулов, Митре Саров, Нумо Терзиовски, Кольо Журков, Търпо Скивинов, Кольо Саров, Цильо Ангелов, Ристо Караджов, Яне Ратков – знаменосец, Нумо Журков, Доно Поповски, Кольо Шимбов, Кольо Ангелков, Насо Търповски, Кръсто Ангелков, Кольо Пейов, Ванчо Попстерьов, Лазо Марков и Лазо Ангелков) | ” |
|   | |   |

В Дъмбени са родени редица български дейци, най-изявени сред които са:
- Андон Попщерев (Дончо Попщерьов, Доне Дъмбенски, 1881 – 1932), български революционер, македоно-одрински опълченец
- Апостол Грежов (1861 – 1935), български просветен деятел и революционер
- Васил Какалов (Какалев, Кокилев, 1878 – 1913), български революционер, македоно-одрински опълченец, Костурска съединена чета[46]
- Георги Шиперков (1877 – след 1943), български революционер
- Димитър Кенков (1872 – ?), български предприемач
- Иван Москов (1888 – 1936), български революционер
- Коста Здрольов, костурски войвода на ВМОРО[47]
- Лабро Попфилипов (1886 – 1977), български революционер и общественик